# Oberstes Gericht (Finnland)

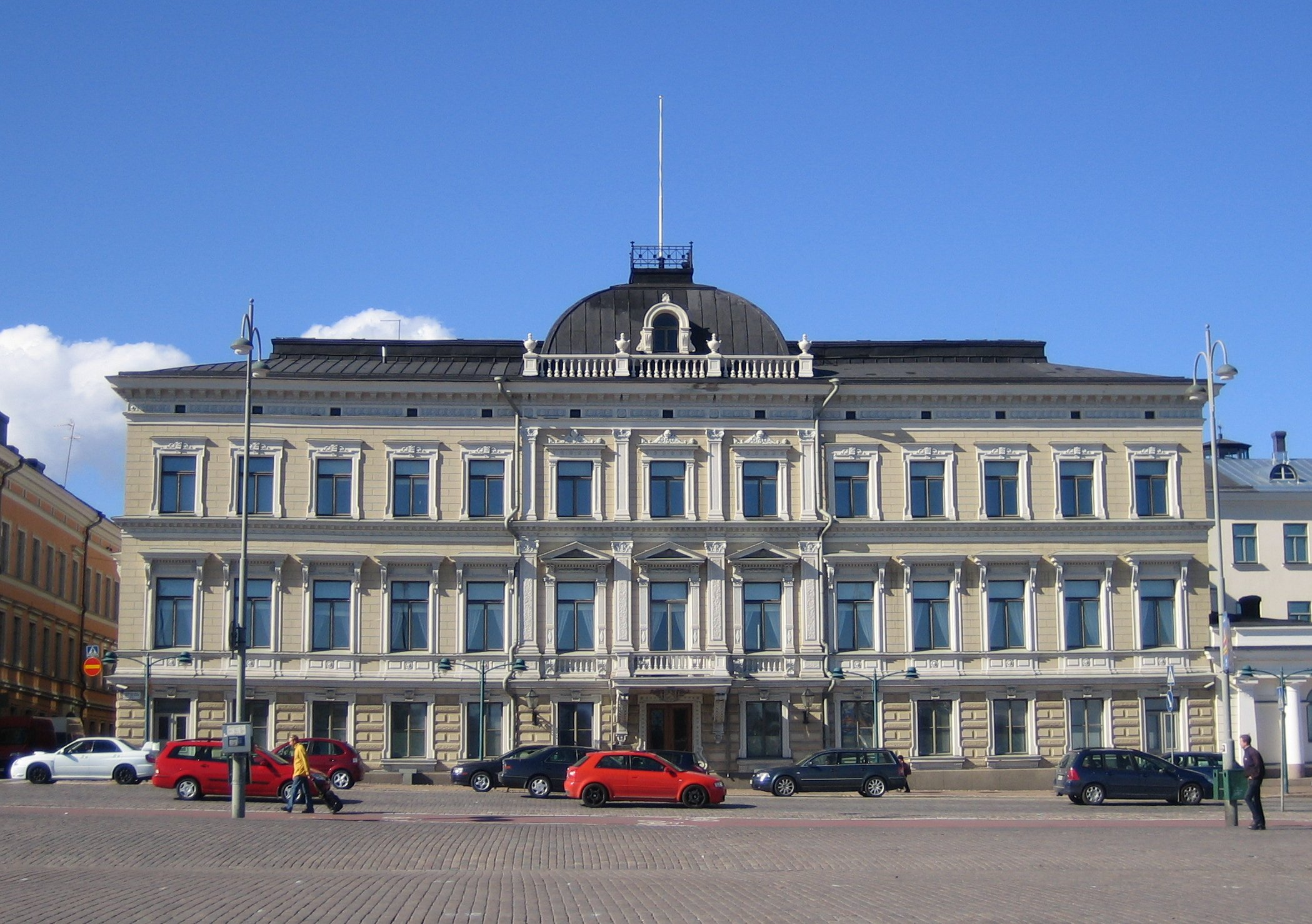
Gerichtsgebäude in Helsinki

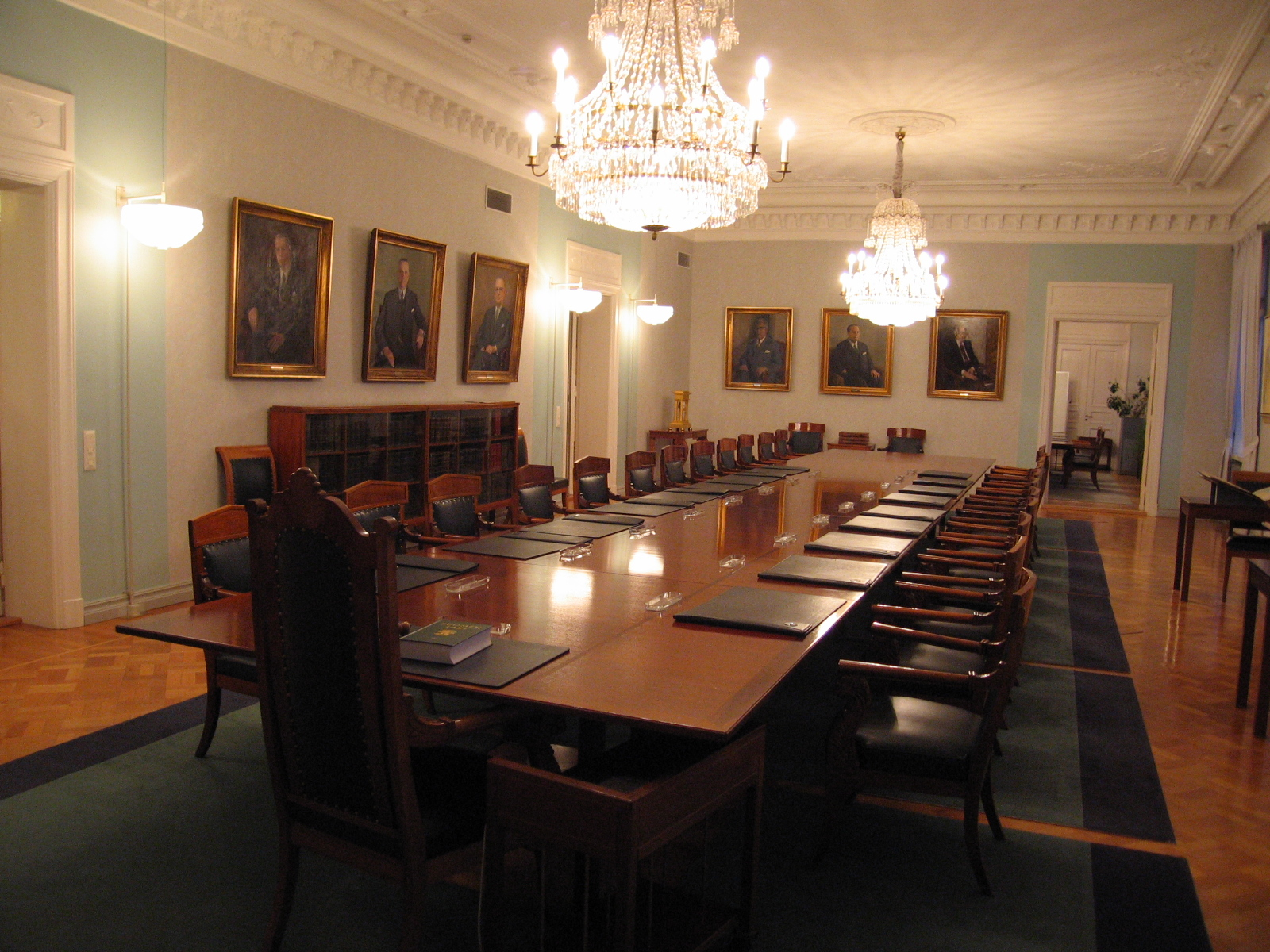
Sitzungssaal des Gerichts

Das Oberste Gericht Finnlands (finnisch Korkein oikeus, schwedisch Högsta domstolen) ist seit 1918 die letzte Instanz der allgemeinen Gerichte in Finnland. Daneben besteht ein oberstes Verwaltungsgericht (Korkein hallinto-oikeus). Der Präsident und die weiteren Mitglieder des Gerichts werden vom Präsidenten der Republik berufen.
Unmittelbar westlich des an der Adresse Pohjoisesplanadi 3 in Helsinki befindlichen Sitzes des Gerichts grenzt das Präsidentenpalais an.